# Zoo (pel·lícula)
Zoo (títol original en anglès: A Zed & Two Noughts) és una pel·lícula britànica de 1985 dirigida per Peter Greenaway. Ha estat doblada al català.

## Argument
Al principi, un accident entre un automòbil i un cigne blanc a la porta d'un zoo. Dues víctimes, les dones de dos germans bessons zoolègs, Oswald i Oliver, i una supervivent, Alba Bewick. Però la història es complica, perquè la realitat de la pel·lícula és un trompe-l'œil i la ficció més precisa que un Vermeer — que té la seva importància en la història.

## Repartiment
- Andréa Ferréol: Alba Bewick
- Brian Deacon: Oswald Deuce
- Eric Deacon: Oliver Deuce
- Frances Barber: Venus de Milo
- Joss Ackland: Van Hoyten
- Jim Davidson: Joshua Plana
- Agnes Brulet: Beta Bewick
- Guusje van Tilborgh: Caterina Bolnes
- Gerard Thoolen: Van Meegeren
- Ken Campbell: Stephen Pipa
- Wolf Kahler: Felipe Arc de Sant Martí
- Geoffrey Palmer: Fallast
- David Attenborough: narrador (veu)

## Al voltant de la pel·lícula[calcitació]
El cirurgià (Van Meegeren) que retira la cama de Alba és descrit com que desitja esdevenir pintor i més exactament pintor holandès : « Vermeer, ni més ni menys ». Aquesta rèplica explica la primera referència al treball de Vermeer que inspira un gran nombre dels plans de la pel·lícula.
Un dels germans afirma aleshores que Vermeer només hauria pintat 26 teles, de les quals 3 són dubtoses. Es troba així el nombre de nens desitjat per Alba (26) així com el nombre de lletres de l'alfabet grec (26 - 3 = 23) que és la font d'inspiració pels noms d'aquesta progenitura.